# 诺贝尔化学奖
諾貝爾化學獎（瑞典語：Nobelpriset i kemi）是根據阿佛烈·諾貝爾的遺囑於1895年設立的五個諾貝爾獎之一，由瑞典皇家科學院從1901年開始負責頒發，以表彰「在化學領域作出最重要發現或發明的人」。每年於12月10日（諾貝爾逝世周年紀念日）諾貝爾化學獎在斯德哥爾摩的年度頒獎典禮上頒發。

## 历史
1895年11月27日，阿尔弗雷德·贝恩哈德·诺贝尔在他逝世前一年写成的最后一份遗嘱于巴黎的瑞典挪威俱乐部签订。根据最后遗嘱所述，他的遗产将用于建立一系列奖项，表彰在物理学、化学、和平、生理学或医学以及文学上“对人类作出最大贡献”的人士。用于设立五个诺贝尔奖的资产占诺贝尔总资产的94%，即3100万瑞典克朗 。
1897年4月26日，诺贝尔的遗嘱才经挪威议会通过执行，执行人朗纳·索尔曼和吕多尔夫·利耶奎斯特设立了诺贝尔基金会，管理遗产和奖金。遗嘱通过后，议会委任瑞典皇家科学院为物理学奖的颁发机构。诺贝尔基金会其后在诺贝尔奖的颁奖判据上达成了协议。
1900年，瑞典国王奥斯卡二世颁布诺贝尔基金会的新规条。
1901年12月10日，在诺贝尔逝世5周年纪念日首次颁发诺贝尔化学奖。
1916年和1917年，由于第一次世界大战，诺贝尔化学奖未授奖。
1938年，德国的里夏德·库恩获奖，受其政府阻止不能接受奖金。
1939年，德国的阿道夫·弗里德里希·约翰·布特南特获奖，受其政府阻止不能接受奖金。
1940年—1942年，由于第二次世界大战，诺贝尔化学奖未授奖。
2023年的诺贝尔化学奖得主遭瑞典皇家科学院提前泄露，实际得奖名单与泄露名单一致，为三位发现研究量子点的学者：蒙吉·巴文迪、路易斯·布鲁斯和阿列克谢·叶基莫夫。

## 奖励
- 奖项综述

诺贝尔化学奖包括一枚金牌、一份证书以及一笔奖金。奖金的金额取决于诺贝尔基金会那一年的收入。在有多于一位获奖者的情况下，奖金会平分，或是其中一人得一半，另外二人各得四分之一。
- 奖金

每一位诺贝尔化学奖得主都会获得一笔奖金以及记有奖金金额的一份文件。2009年的奖金为1千万瑞典克朗（约140万美元） [10]  。2012年，由于削减预算，奖金降至8百万瑞典克朗（约110万美元） 。奖金金额会随着诺贝尔基金会当年的收入而变动。

## 提名和遴选过程
诺贝尔化学委员会向有能力和有资格提名的人发送机密表格。

### 合格提名人
根据法规，下列人员享有提交诺贝尔化学奖提案的权利：
1. 瑞典皇家科学院的瑞典和外国成员;
2. 诺贝尔化学和物理委员会成员;
3. 诺贝尔化学和物理学奖获得者;
4. 瑞典、丹麦、芬兰、冰岛和挪威的大学和技术学院以及斯德哥尔摩卡罗林斯卡学院的化学科学常任教授;
5. 在科学院选定的至少六所大学或大学学院中担任相应教席，以确保在不同国家及其学习中心的适当分配;和
6. 科学院可能认为合适的其他科学家邀请他们提出建议。

关于上文第5和第6段所述教师和科学家的遴选决定应每年在9月底之前作出。

## 诺贝尔奖获得者的遴选
瑞典皇家科学院负责从诺贝尔化学委员会推荐的候选人中选出诺贝尔化学奖获得者。诺贝尔委员会是筛选提名和选择最终候选人的工作机构。它由五名成员组成，但多年来，委员会也有与成员具有相同表决权的附属成员。

### 有资格获得诺贝尔化学奖的候选人
有资格获得化学奖的候选人是由获得诺贝尔委员会邀请提交姓名以供考虑的合格人员提名的候选人。没有人可以提名自己。

## 诺贝尔奖获得者选出事务
以下是选择诺贝尔化学奖获得者的过程的简要说明。
3月至10月 – 发送提名表。 诺贝尔委员会发送了保密表格到世界各地大学的精选教授、诺贝尔物理学和化学奖获得者以及瑞典皇家科学院院士等。
2月 – 提交提名的截止日期。填妥的提名表必须在次年1月31日之前送达诺贝尔委员会。委员会筛选提名并挑选初步候选人。大约有350-<>名科学家被提名，因为几个提名者经常提交相同的名字。
3月至5月 – 专家咨询。诺贝尔委员会对初步候选人进行评估，由特别任命的专家对候选人的工作进行评估。
6月至8月 – 撰写报告。诺贝尔委员会编写一份报告，向学院提出建议。报告由委员会所有成员签署。
9月——委员会提交建议。诺贝尔委员会向学院成员提交报告，并就最终候选人提出建议。该报告在学院化学科的两次会议上讨论。
10月——诺贝尔奖获得者选出。10月初，学院通过多数票选出诺贝尔化学奖获得者。该决定是最终决定，不得上诉。然后宣布诺贝尔奖获得者的名字。
10月——诺贝尔奖获得者领奖。诺贝尔奖颁奖典礼于12月10日在斯德哥尔摩举行，诺贝尔奖获得者将获得诺贝尔奖，其中包括诺贝尔奖奖章和文凭，以及确认奖金金额的文件。

### 提名公开问题
诺贝尔基金会的章程限制公开或私下披露有关提名的信息50年。该限制涉及被提名人和提名人，以及与奖项授予有关的调查和意见。

## 外部連結
- 諾貝爾化學獎官方網站（页面存档备份，存于）
- 諾貝爾化學獎中文簡介（页面存档备份，存于）